# СЕТАМ
«СЕТАМ» — державне підприємство, створене Міністерством юстиції України для примусового виконання рішень судів та інших органів або посадових осіб.

## Історія
2 жовтня 2015 Міністерство юстиції України ухвалило наказ № 1885/5, СЕТАМ уповноважено на супровід ПЗ системи електронних торгів арештованим майном, технологічного забезпечення, збереження та захисту даних, проведення електронних торгів.
21 січня 2016 директором став Віктор Вишньов, раніше — перший заступник директора підприємства.
15 лютого 2016 Вишньов заявив, що протягом року СЕТАМ продало арештованого майна на 180 млн грн.
11.04.2016 Фонд державного майна України та СЕТАМ укладають договір про організацію продажу майна, що перебуває у державній власності, через систему електронних торгів СЕТАМ.
27.04.2016 в Мін'юсті відбулося урочисте підписання Меморандуму про співробітництво між ДП «СЕТАМ» та Асоціацією «Союз бірж України».
30.06.16 за вісім місяців роботи (з листопада 2015 по червень 2016 року) через систему електронних торгів ДП «СЕТАМ» вдалося реалізувати арештованого майна та активів неплатоспроможних банків на загальну суму понад 1 млрд гривень.
09.02.2017 ДП «СЕТАМ» підписало договір про співпрацю з Державною установою «Державне сховище дорогоцінних металів і дорогоцінного каміння України» щодо продажу через електронний майданчик СЕТАМ виробів із дорогоцінних металів та дорогоцінного каміння.
У вересні 2017 року відбулася презентація першої в світі системи аукціонів, що використовує інноваційну криптографічну технологію Blockchain, яку впровадило державне підприємство «СЕТАМ». Технологія Blockchain дає можливість повністю ліквідувати будь-які можливості для маніпулювання даними. Разом із тим, будь-хто з учасників аукціону може перевірити, що дані про нього були внесені в базу даних без змін. BlockChain у систему електронних торгів арештованим майном було впроваджено спільно з Державним агентством з електронного урядування, міжнародною компанією BitFury та «Фондом Східна Європа» за підтримки Міністерства юстиції України.
5 січня 2018 року OpenMarket розпочав продаж прав вимоги за системою редукціонів — торгів із поступовим зниженням ціни (так званий «голландській аукціон»). Зниження ціни можливе доти, доки не виявиться охочий укласти договір, але не нижче граничної вартості, яка встановлюється продавцем. У разі надходження першої ставки від будь-якого допущеного учасника, торги переходять у режим класичного аукціону на підвищення і подальше зменшення актуальної ціни припиняється. Перший пакет лотів на аукціоні виставив VTB BANK (УКРАЇНА).
12 січня 2018 року OpenMarket запустив еквайринг — оплату гарантійних внесків за лоти онлайн прямо на сайті. Тепер став можливим прийом гарантійних платежів онлайн, отримавши квитанцію і одразу її сплативши. Тобто рішення про участь в аукціоні можна  приймати і в неробочий час або вихідний день. Еквайринг — це послуга технологічного, інформаційного обслуговування розрахунків за операціями, що здійснюються з використанням електронних платіжних засобів у платіжній системі.
20 вересня 2018 року Державне підприємство «СЕТАМ» та Державна служба України з питань геодезії, картографії та кадастру презентували пілотний проект впровадження електронних земельних торгів.
В лютому 2019 Державне підприємство «СЕТАМ» OpenMarket перейшло до сфери управління Національного агентства з питань виявлення, розшуку та управління активами, одержаними від корупційних та інших злочинів.
Наказом Міністерства юстиції України № 557/к від 07.02.2020 року виконання обов'язків генерального директора державного підприємства «СЕТАМ» з 10 лютого 2020 року покладено на заступника генерального директора з юридичних питань ДП «СЕТАМ» Писанчина Миколу Михайловича.
З 13 березня 2020 року в.о. гендиректора ДП «СЕТАМ» назначено Мамро Олександра Олександровича.
Відповідно до наказу Міністерства юстиції України від 19.06.2020 № 2060/к та наказу державного підприємства «СЕТАМ» від 22.06.2020 № 116-к Мамро Олександр Олександрович приступив до виконання обов'язків генерального директора державного підприємства «СЕТАМ» на умовах контракту з 22 червня 2020 року.
З 6 грудняня 2024 року в.о. гендиректора ДП «СЕТАМ» назначено Осадчука Романа Вікторовича .  
Відповідно до наказу Міністерства юстиції України від 14.01.2025 № 57/к «Про призначення» та наказу ДП «СЕТАМ» від 15.01.2025 № 11-к «Про призначення» Осадчука Романа Вікторовича призначено на посаду генерального директора ДП «СЕТАМ» з 15 січня 2025 року на умовах контракту з посадовим окладом згідно зі штатним розписом .

## Торгівля банківськими активами
З листопада 2016 року між ПАТ АБ «Укргазбанк» та ДП «СЕТАМ» діє договір про надання послуг з організації продажу з аукціону нерухомого майна та майнових прав на нерухоме майно. Незалежним консультантом виступає відома міжнародна компанія JLL. У рамках укладеного договору на електронному майданчику ДП «СЕТАМ» 30.12.2016 року пройшли перші аукціони з реалізації нерухомого майна, що перебувало у власності банку. З чотирьох виставлених на аукціон лотів торги відбулися за двома. Об'єктами вдалого торгу стали дві земельні ділянки у м. Києві загальною вартістю 96 млн грн. У рамках співпраці із АБ «Укргазбанк» було реалізовано активів із загальною ціною продажу 1,9 млрд грн. Найдорожчий проданий лот — занедбаний корпус № 4 легендарного заводу «Арсенал» у центрі Києва, який було продано за 563 710 000 грн.
19 жовтня 2016 року в Міністерстві юстиції України відбувся круглий стіл «Нові можливості українських банків щодо добровільного продажу активів». Під час заходу було підписано договір про співпрацю між ДП «СЕТАМ» та Ощадбанком. У результаті співпраці — 120 успішних лотів на загальну суму 748 575 050 грн. Конкурентні онлайн-аукціони допомогли додатково заробити для банку 41,1 млн грн.
У червні 2017 року було ухвалено рішення про те, що СЕТАМ буде розпродавати на аукціоні активи, які знаходяться на балансі націоналізованого ПриватБанк. У рамках співпраці із «ПриватБанк» було реалізовано активів із загальною ціною продажу 856,1 млн грн.
Підприємство підписало договори про співпрацю з низкою провідних фінансових установ України, серед яких: АТ «Ощадбанк», ПАТ АБ «Укргазбанк», «ПриватБанк», АТ «Укрексімбанк», «Альфа-Банк Україна», «ПолтаваБанк», ПАТ «ПІРЕУС БАНК МКБ», ПАТ «ПУМБ», ПАТ «ВТБ Банк (Україна)», ПАТ "Банк «Кліринговий дім», АТ «ТАСКОМБАНК», ПАТ «Укрсоцбанк», ПАТ «Райффайзен Банк Аваль», АТ «Кристалбанк», АТ ТАСКОМБАНК, АТ «Скай Банк», АТ «МетаБанк», АТ «МЕГАБАНК», АТ «ОКСІ БАНК», ПАТ Акціонерний банк «Південний», ПАТ «УНІВЕРСАЛ БАНК», АКБ «Львів», ПАТ «Міжнародний інвестиційний банк», ПАТ «Банк „Український капітал“».

## Співпраця з органами місцевого самоврядування
ДП „СЕТАМ“ має досвід реалізації непрофільних та неліквідних активів органів місцевого самоврядування. Так, внаслідок проведення торгів 10 квітня 2017 року було реалізовано майно Теофіпольської районної ради Хмельницької області. В результаті проведення торгів будівля кінотеатру площею 1086,0 м² була продана із приростом ціни в 10 %.
9 червня 2017 року ДП „СЕТАМ“ підписало договір з Хмельницькою облрадою, облдержадміністрацією, Міністерством юстиції про співпрацю та партнерство у сфері комунального майна.
20 жовтня в Дніпропетровській обласній державній адміністрації відбулося підписання меморандуму про співпрацю та партнерство з OpenMarket (ДП „СЕТАМ“).
20 листопада 2017 року відбулося підписання угоди про співпрацю та партнерство з організації та проведення електронних торгів з Запорізькою міською радою.
20 грудня 2017 року відбулося підписання угоди про співпрацю та партнерство з організації та проведення електронних торгів з Рівненською міською радою.
16 січня 2018 року відбулось підписання меморандуму про співпрацю та партнерство з організації та проведення електронних торгів з Житомирською обласною радою.
23 січня 2018 відбулось підписання меморандуму про співпрацю та партнерство у сфері реалізації комунального майна між OpenMarket (ДП „СЕТАМ“) та Івано-Франківською міською радою.

## Blockchain
ДП „СЕТАМ“ 7 вересня 2017 року провело перший у світі аукціон за допомогою технології blockchain, яка унеможливлює зміну даних у системі. Для впровадження блокчейну була обрана платформа EXONUM міжнародної компанії BitFury Group.
За час роботи першого в світі онлайн-аукціону (з 6 вересня 2017 року), що використовує інноваційну криптографічну технологію Blockchain, яку впровадило державне підприємство „СЕТАМ“ було продано 36 599 лотів на  10,4 млрд грн.

## OpenMarket
ДП „СЕТАМ“ 7 вересня 2017 року заявило про ребрендинг. Новий бренд — „OpenMarket“, „відкритий ринок“, символізує відкритість, готовність до змін, невпинне зростання», — заявив генеральний директор ДП «СЕТАМ» Віктор Вишньов.

## АРМА
3 листопада 2017 року OpenMarket та Агентство з розшуку та менеджменту активів (АРМА) розпочали співпрацю з реалізації арештованого майна. Першими лотами виставленими на продаж стали елітні автомобілі. За час співпраці був реалізований 37 лотів на загальну суму 193 249 020 млн грн.

## API
16 травня 2018 року ДП «СЕТАМ» презентував API для партнерської програми. Впровадження Application Programming Interface розширює співпрацю з незалежними майданчиками і дасть змогу долучити ще більше потенційних покупців. Виглядатиме це наступним чином: покупець на майданчику партнеру бачитиме товари, користувачі реєструватимуться через партнерський майданчик, подаватимуть заявки. У випадку, якщо користувач, який прийшов через партнера, виграє у торгах і розрахується за майно — партнер отримує винагороду. Винагорода партнерів становитиме 20 % від винагороди продавця. 19 вересня 2018 року комісія при Мін'юсті ухвалила рішення про допуск першого приватного електронного майданчика до продажів арештованим майном у системі OpenMarket.

## Пілотний проект з продажу прав оренди землі на майданчику OpenMarketLand
Державна служба України з питань геодезії, картографії та кадастру презентували пілотний проект впровадження електронних земельних торгів. Було продемонстровано систему OpenMarket.land за адресою land.setam.net.ua, в якій з'явилися перші лоти. Таким чином OpenMarket розпочав продаж прав оренди на державну землю з використанням технології Blockchain. 19 жовтня 2018 року відбулися перші в Україні електронні земельні торги. За результатами аукціону було досягнуто середньої річної орендної плати у розмірі 34,3 %, що в понад 4 рази більше від стартового. З жовтня 2018 року було реалізовано 2692 земельні ділянки на загальну суму 187 млн грн. Місцеві бюджети додатково отримали у результаті конкурентних торгів 119,8 млн грн від стартової ціни. 30 вересня 2019 року — останній день пілотного проекту з продажу прав оренди землі на майданчику OpenMarketLand (ДП «СЕТАМ»).

## Зовнішні ринки
9 червня 2017 року ДП «СЕТАМ» підписало договір з забудовником, який виставив на продаж інвестиційну нерухомість в Грузії. Таким чином СЕТАМ вийшло на міжнародний рівень реалізації майна на своєму електронному майданчику.
7 вересня 2017 року ДП «СЕТАМ» (OpenMarket) підписало меморандум про організацію та проведення електронних торгів із ТОВ "Адвокатська компанія «Гвоздій та Оберкович», що діє в інтересах Чеського експортного банку. Першим лотом став передовий цегельний завод у Кагарлицькому районі Київської області, який було успішно продано. Завод було продано за 170 млн грн.

## Безоплатна передача арештованого майна
Спільний з Міністерством юстиції України проект безоплатної передачі майна соціальним закладам, військовим формуванням, державним установам. З 2016 року було безоплатно передано 308 550 одиниць майна на понад 103 млн грн. Збройні Сили України отримали — 281 автомобіль та інше майно на 55 млн грн, дитячі будинки — 247 771 одиниця митного конфіскату на 14 млн грн. Крім того, у 2019 році дитячі будинки отримали 116 417 одиниць майна на загальну суму 5 193 014 грн, а Збройні сили України — 1312 одиниць майна, на загальну суму 6 980 522 грн. У 2020 році Збройним силам України було передано 21 автомобіль та 1 872 одиниці майна на загальну суму 3 105 936 грн. Найбільше передали у Закарпатській області — 34 030 259 грн. На другому місці Чернігів — 4 076 771 грн.

## Шлюб за добу
ДП «СЕТАМ» надає послуги з державної реєстрації шлюбу в рамках реалізації пілотного проекту «Шлюб за добу», який було запущено в 2018 році Міністерством юстиції. Наразі, ДП «СЕТАМ» є акредитованим організатором проведення церемонії реєстрації шлюбу у скорочені терміни у Києві, Одесі та Вінниці. У 2018 році послугою скористалися 245 пар, а за 8-місяців 2019 року — 299 пар. За 2020 рік було офіційно зареєстровано 344 шлюбів.

## Продаж квот на імпорт озоноруйнівних речовин
У 2017 році Кабінетом міністрів України було ухвалено рішення про трансформацію процедури продажу квоти на імпорт озоноруйнівних речовин. Вже три роки продаж квоти здійснюється на електронному майданчику OpenMarket. За цей час було продано 46 лотів, в порівнянні з першими торгами 2017 року, приріст ціни в 2019 році склав — 4000 %. Середня ціна лоту в 2019 році дорівнювала 184 тис. грн.

## Показники діяльності
На 18.06.2021:
- Проведено торгів — 467 619.
- Сума реалізації — 15 679 733 099,80 грн.
- Зростання ціни — +11,3 %.
- Зареєстровано користувачів — 88 399.
- Зароблено до бюджету — понад 1,5 млрд грн.
- У рамках добровільного продажу реалізовано лотів на загальну суму понад 3,8 млрд грн.
- Земельні аукціони OpenMarket.Land — 187 млн грн.
- Земельні аукціони арештованими ділянками — 519,6 млн грн.

## Відзнаки
У 2018 році OpenMarket увійшов до списку 500 найбільш прибуткових держпідприємств України. Надходження від діяльності ДП «СЕТАМ» до бюджету складають понад 300 млн грн щорічно.
7 вересня 2018 року пройшла щорічна церемонія нагородження лідерів із розвитку відкритих даних в Україні — Open Data Awards. Open Data Forum 2018 об'єднав представників влади, українських та міжнародних експертів, громадських активістів та стартап спільноту навколо теми розвитку та застосування відкритих даних в Україні. Державний онлайн-аукціон OpenMarket переміг у номінації Open Data Business Award (найефективніше використання відкритих даних для трансформації бізнесу).
Також команда електронного майданчику OpenMarket (ДП «СЕТАМ») взяла участь у фіналі національного конкурсу проектів на основі відкритих даних Open Data Challenge і перемогла з проектом OpenMarket.вугілля.